# Pietrowice Wielkie
Pietrowice Wielkie (deutsch Groß Peterwitz, schlesisch Gruß Pitterwitz) ist ein Ort und zugleich Sitz der Landgemeinde Pietrowice Wielkie (Groß Peterwitz) mit rund 2400 Einwohnern im Powiat Raciborski der Woiwodschaft Schlesien in Polen.

## Geografie

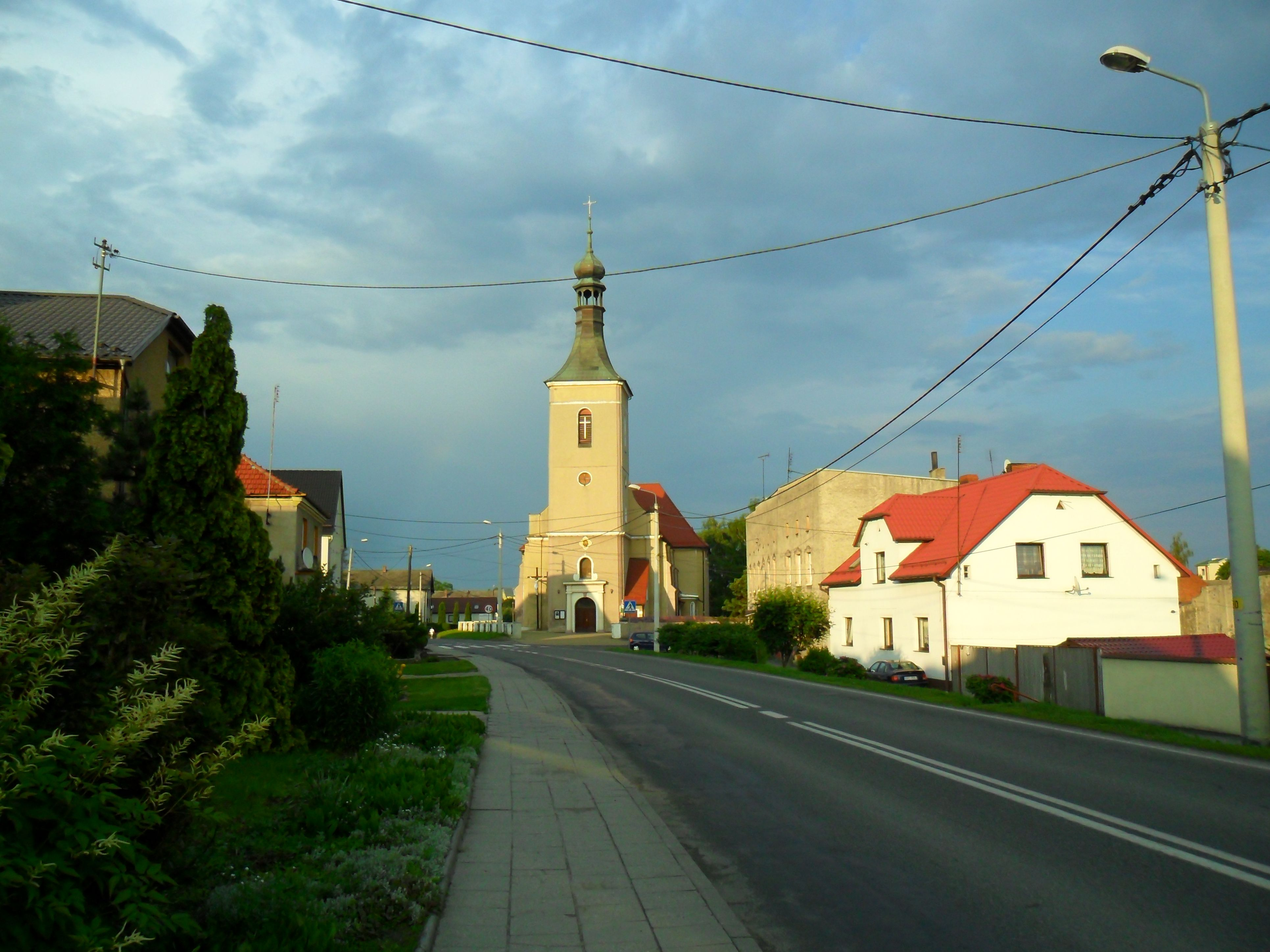
Ortsbild mit Kirche

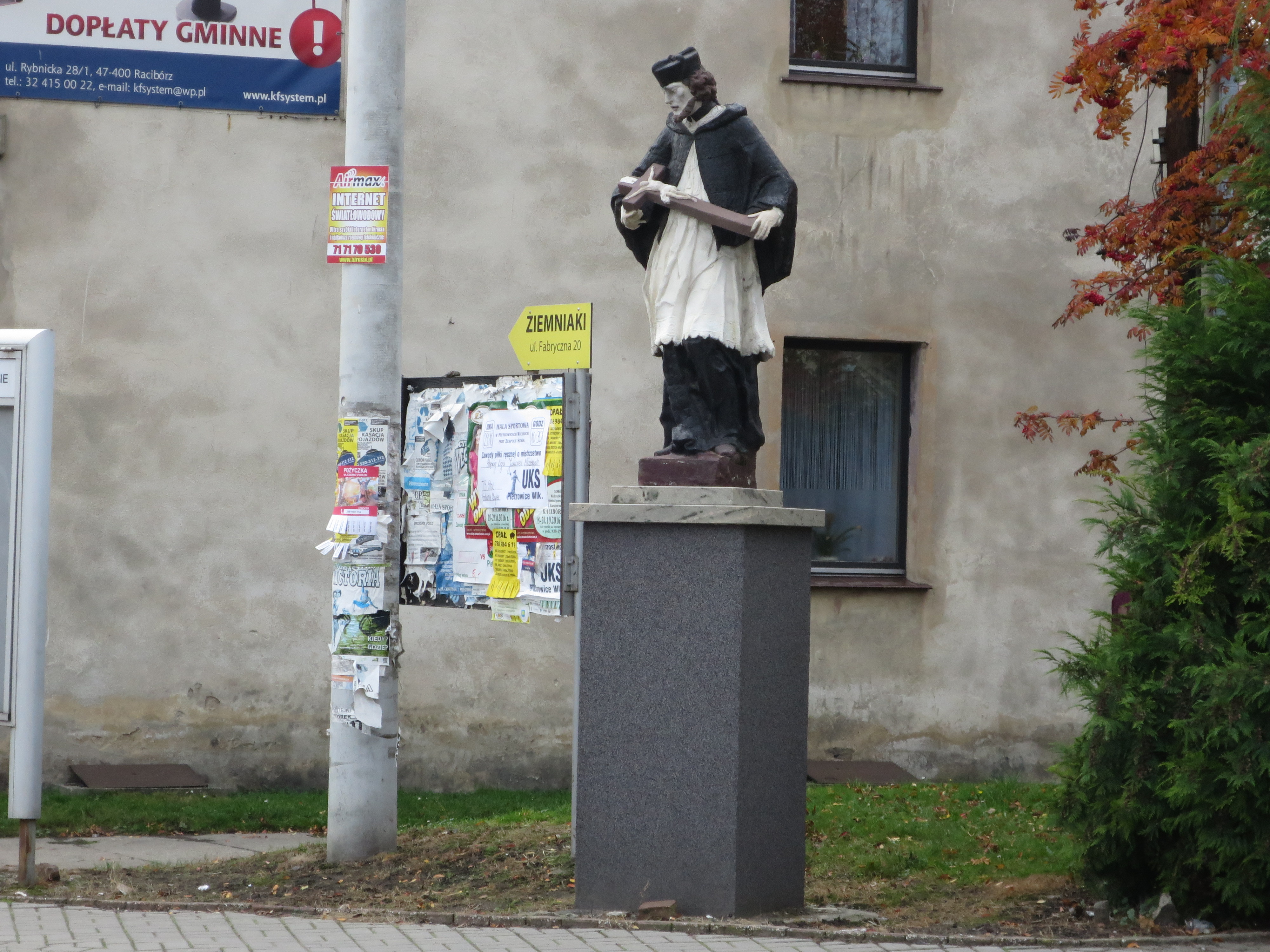
Statue Johannes Nepomuk

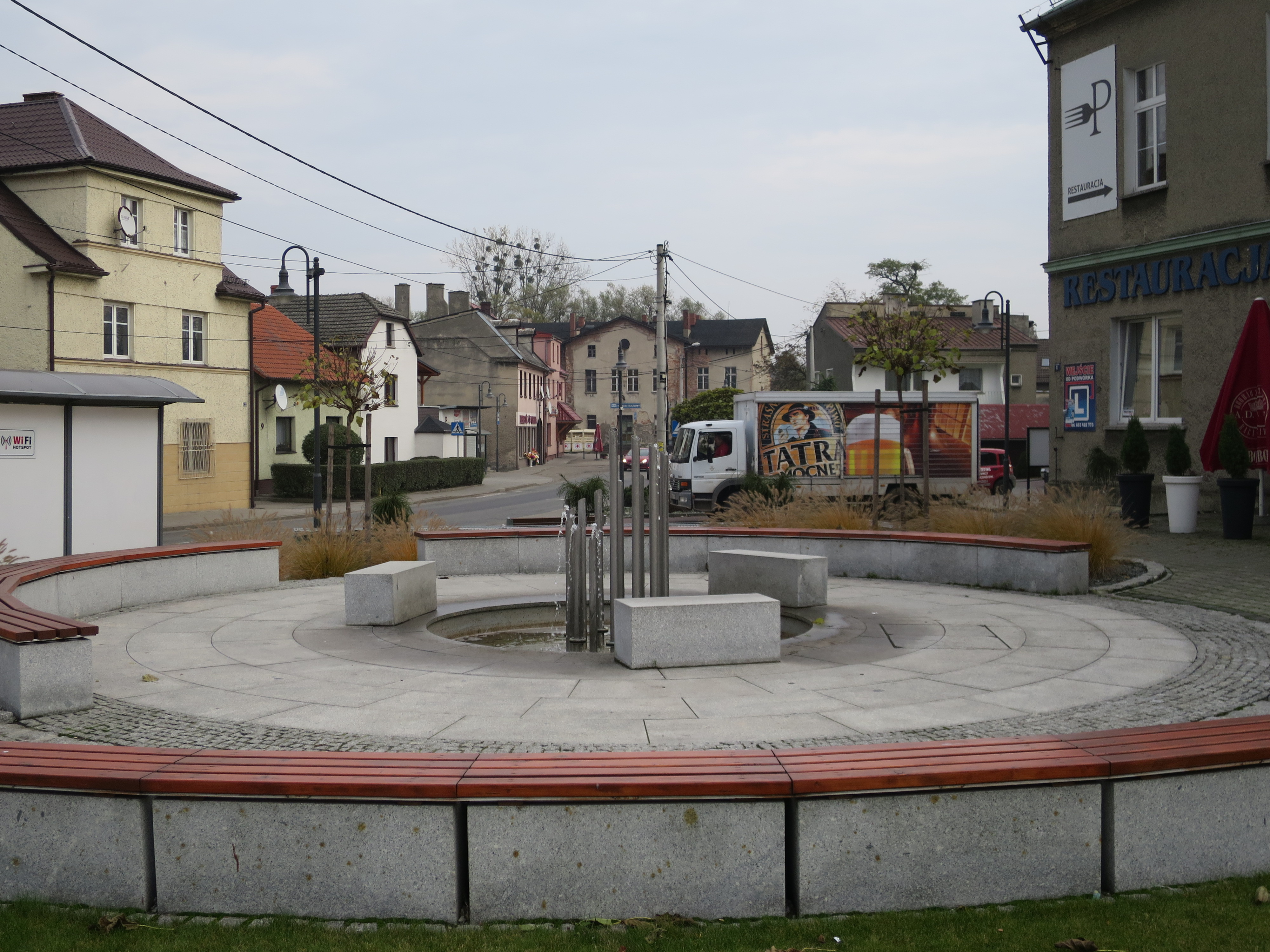
Brunnen in der Ortsmitte

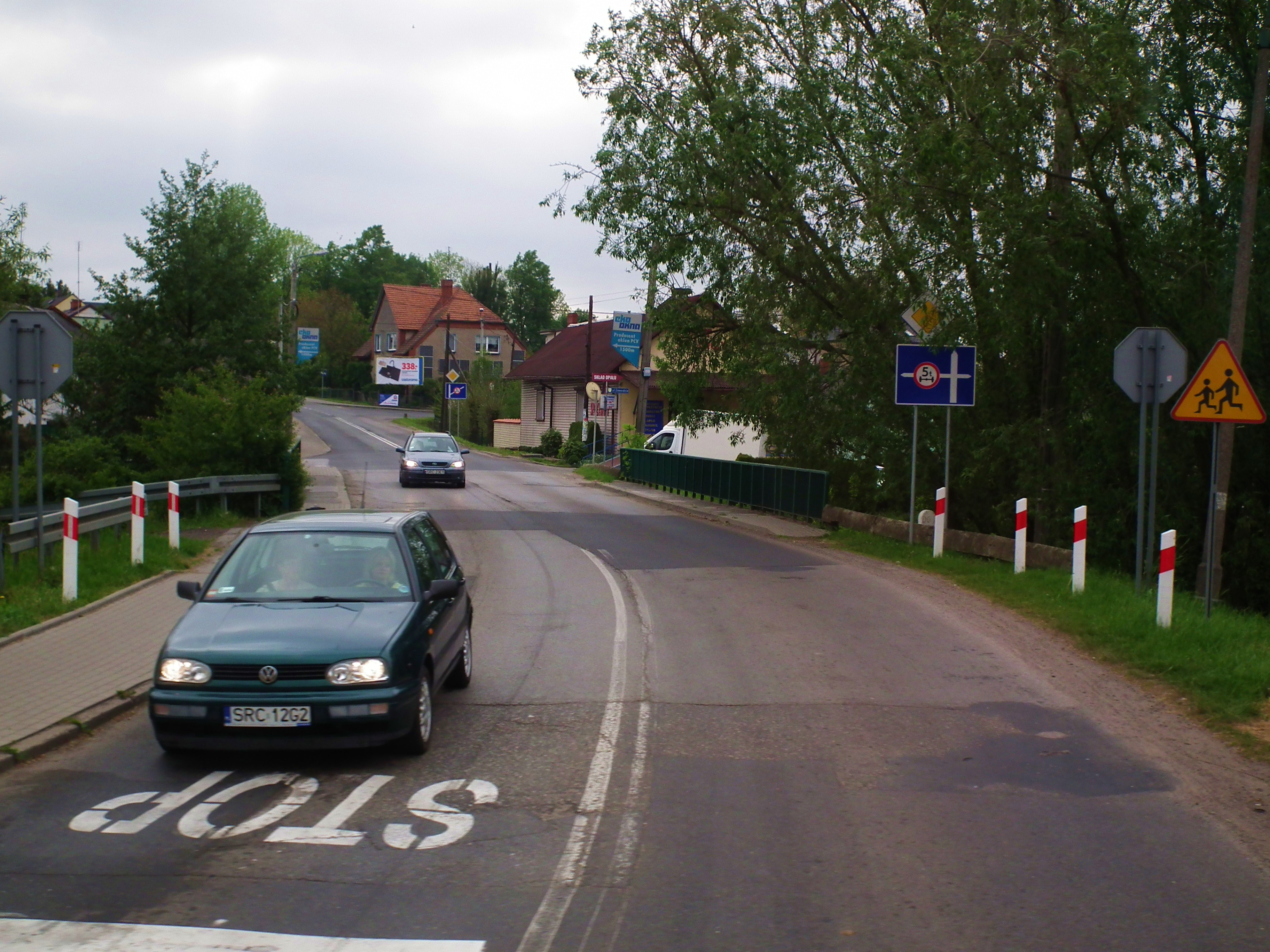
Ortsbild

Pietrowice Wielkie liegt rund neun Kilometer westlich von Racibórz (Ratibor), 68 Kilometer westlich von Kattowitz und etwa 65 km südöstlich von Opole an der Zinna. Die südwestliche Gemeindegrenze stellt gleichzeitig die polnisch-tschechische Staatsgrenze dar.

## Geschichte
Das Dorf Groß Peterwitz wurde im 13. Jahrhundert als Angerdorf deutschrechtlich angelegt. 1273 wurde es erstmals urkundlich erwähnt und gehörte damals mit der Umgebung von Katscher als Schenkung des böhmischen Königs Ottokar II. dem Bistum Olmütz. Dessen Bischof Bruno von Schauenburg begründete 1281 die Parochie Groß Peterwitz.
Die Olmützer Bischöfe wurden 1557 von der Adelsfamilie von Gaschin als Grundherren abgelöst, der bis 1877 das Rittergut Groß Peterwitz gehörte. Kirchlich blieb Groß Peterwitz dagegen bis 1945 dem Bistum Olmütz zugeordnet und auch sprachlich, die Einwohner sprachen Deutsch, Mährisch und Polnisch-Schlesisch, wodurch die Verbindungen des oberschlesischen Dorfes zu Mähren erhalten blieben.
Nach dem Ersten Schlesischen Krieg fiel Groß Peterwitz 1742 mit dem größten Teil Schlesiens an Preußen. 1818 wurde es dem Landkreis Ratibor im Regierungsbezirk Oppeln zugeordnet. In den Beyträge(n) zur Beschreibung von Schlesien wurde es als Groß Peterwi(t)z erwähnt, bestand aus zwei Teilen, die als Mährisch Peterwitz und Schlesisch Peterwitz bezeichnet wurden. Beide Anteile gehörten einem Grafen von Schrattenbach und lagen im Kreis Leobschütz. Mährisch Peterwitz hatte 638 Bewohner, ein Vorwerk, eine Kirche, eine Schule, ein Hospital, 42 Bauern, 15 Gärtner und 58 Häusler. Die Einwohner waren katholisch, deutsch- und polnischsprachig. Schlesisch Peterwitz hatte 282 Einwohner, 21 Bauern, acht Gärtner und 24 Häusler. Die Einwohner waren katholisch und polnischsprachig. Im Jahr 1798 waren 188 Einwohner polnisch-schlesischer Mundart und 43 waren Mährer.
1855 erhielt Groß Peterwitz, das bis auf eine Flachsfabrik keine größere Industrie aufzuweisen hatte, mit der staatlichen Nebenbahnstrecke Ratibor–Leobschütz Anschluss an das Eisenbahnnetz. 1865 bestand Groß Peterwitz aus einem Rittergut und einer Gemeinde. Das Rittergut besaß eine Flachsröste, eine Flachsbrech- und Schwingeanstalt mit Dampfmaschine und Tabaksbau. Der Ort hatte zu diesem Zeitpunkt 58 Bauernhöfe, 18 Gärtnerstellen und 163 Häuslerstellen sowie einen Bauernhof, eine Wassermühle, eine Brennerei, eine Pfarrkirche und eine dreiklassige Schule. 1896 nahm die Kleinbahn Groß Peterwitz–Katscher ihren Betrieb auf.
Im Jahr 1910 sprachen 61 % der Bewohner die Lachische Sprache und 18 % den polnisch-schlesischen Dialekt. An der Pariser Friedenskonferenz 1919 beanspruchte die Tschechoslowakei das Gebiet, wegen der mährischen Bevölkerung, aber das Dorf wurde nicht Teil des Hultschiner Ländchens.
Bei der Volksabstimmung in Oberschlesien am 20. März 1921 stimmten vor Ort 1772 Wahlberechtigte für einen Verbleib Oberschlesiens bei Deutschland und 55 für eine Zugehörigkeit zu Polen. Groß Peterwitz verblieb nach der Teilung Oberschlesiens beim Deutschen Reich. Bis 1945 befand sich der Ort im Landkreis Ratibor.
1945 kam der bis dahin deutsche Ort unter polnische Verwaltung und wurde anschließend der Woiwodschaft Schlesien angeschlossen und ins polnische Pietrowice Wielkie umbenannt. Da nicht alle deutschen Bewohner vertrieben wurden, konnte sich in der Gegend eine deutschstämmige Minderheit halten. 1950 kam der Ort zur Woiwodschaft Oppeln, 1975 zur Woiwodschaft Kattowitz und 1999 zum wiedergegründeten Powiat Raciborski und zur Woiwodschaft Schlesien. Der Personenzugverkehr wurde im April 2000 eingestellt.

## Sehenswürdigkeiten

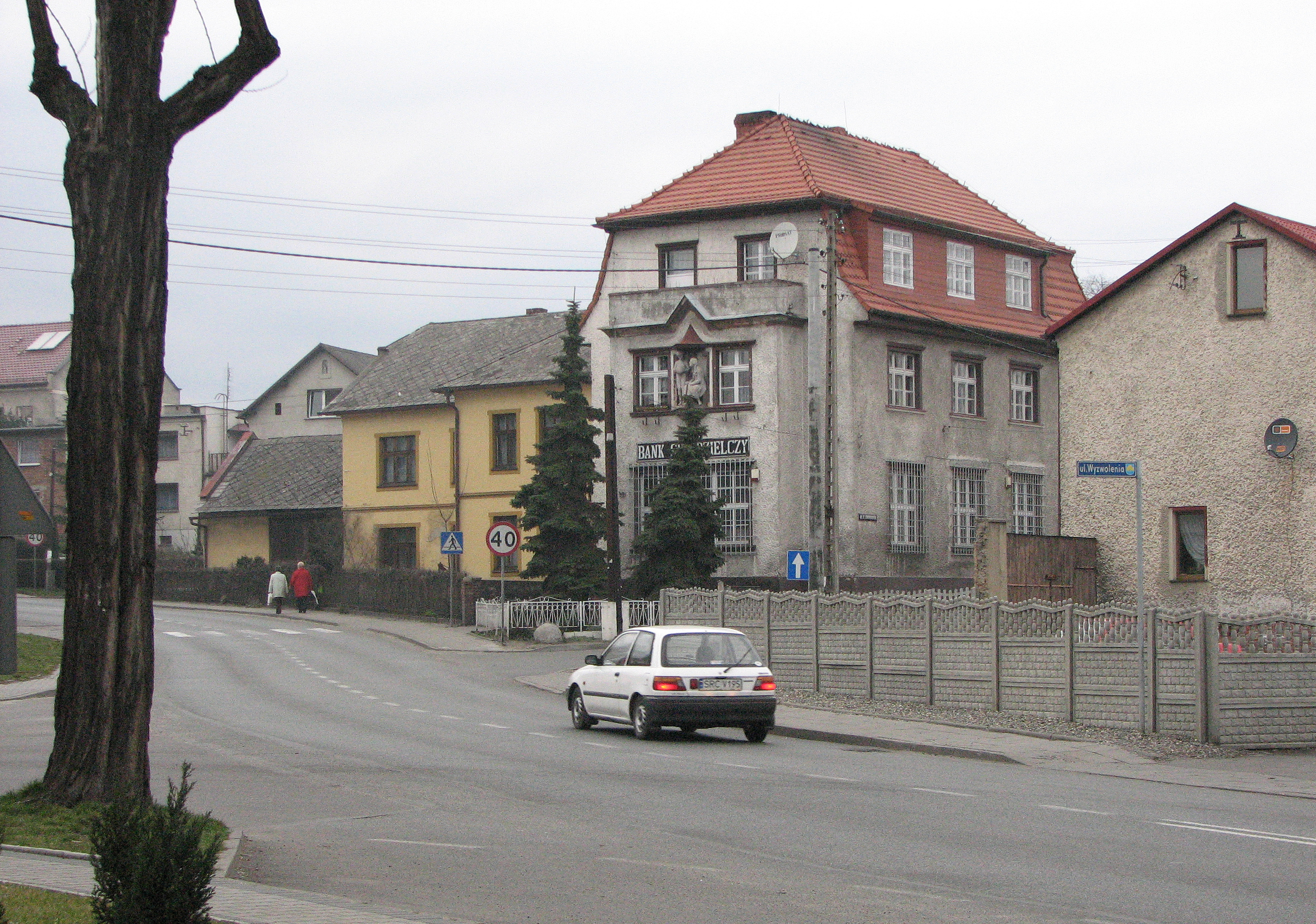
Straßenzug

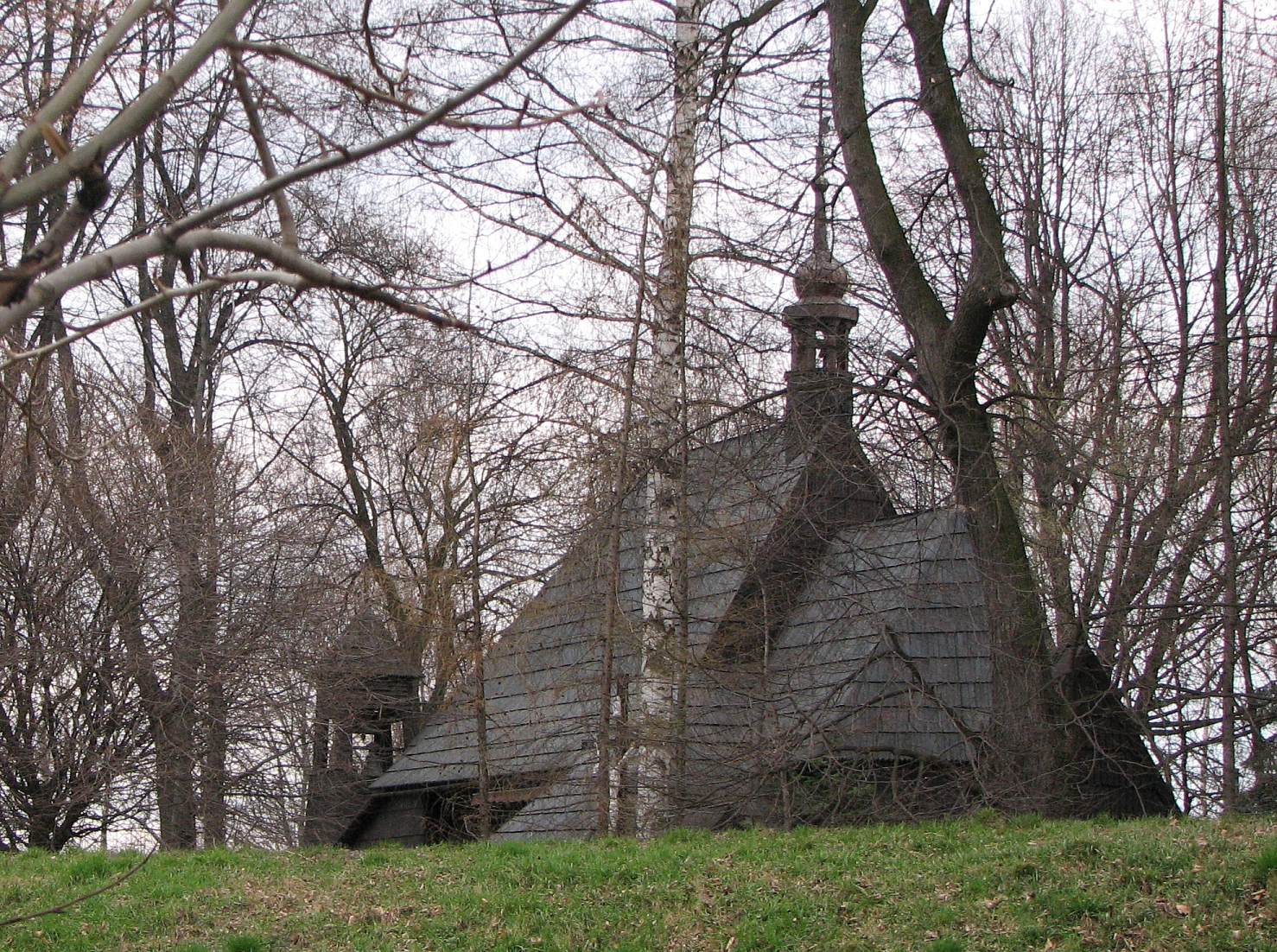
Die Schrotholzkirche Heilig Kreuz

- Die römisch-katholische Pfarrkirche St. Vitus, Modestus und Creszentia (Kościół św. Wita, Modesta i Krescencji) und die sie umgebende Kirchhofsmauer stammen aus dem 16. Jahrhundert, wobei der barocke Frontturm erst 1822 errichtet wurde. 1935 folgten grundlegende Veränderungen, als der Chor zugunsten eines neuen, kurzen Querschiffs abgebrochen und in alter Form an das verlängerte, früher dreijochige Kirchenschiff wieder angebaut wurde.[1][6] Östlich der Kirche steht eine barocke Statue des böhmischen Landesheiligen Johannes von Nepomuk aus dem 18. Jahrhundert.
- Die Kreuzkirche wurde wohl um 1667 unter dem Pfarrer Martin Mosler südlich des Ortes an der Straße nach Ratsch errichtet. Um diese Schrotholzkirche entstand damals die abgegangene Ortschaft Lerchenfeld. Das im Inneren befindliche Gnadenbild der Kreuzigung wurde Ziel zahlreicher Wallfahrten, so dass der Bau 1743 erweitert wurde. An den quadratischen Kirchenraum, der außen von Wandelgängen gesäumt wird und im Westen einen Anbau für Vorhalle und Orgelempore besitzt, schießt sich der etwas niedrigere, zweiseitig geschlossene Chor an. Im Innern finden sich neben dem barocken Hauptaltar mit dem Gnadenbild zwei ebenfalls barocke Seitenaltäre aus dem 18. Jahrhundert mit Gemälden der Rosenkranzmadonna sowie der hl. Anna. Auf dem Querbalken des Triumphkreuzes verweist eine alte, lateinisch, deutsch und mährisch verfasste Inschrift auf den vollkommenen Ablass in dieser Kirche zum Fest der Kreuzerhöhung, der auf Betreiben des Bruders Anselm Kotterbas von Papst Pius VI. 1783 genehmigt wurde.[7] Auf der anderen Straßenseite findet sich die neugotische Brunnenkapelle.
- Altelten Bauernhäuser aus dem 19. Jahrhundert in fränkischer Hofform, die mit ihren Giebeln am langen Dorfanger aufgereiht und jeweils mit runden Torbögen verbunden sind.
- Ehemaliger Friedhof mit Marienfigur
- Statue mit dem hl. Johannes Nepomuk
- Statue mit dem hl. Florian
- Schloss Peterwitz aus dem Jahr 1822, erbaut durch Ludwig Bennecke. Seit 1973 Sitz der Landgemeinde.

## Einwohnerentwicklung
Die Einwohnerzahlen von Groß Peterwitz nach dem jeweiligen Gebietsstand:
| Jahr | Einwohner |
| ---- | --------- |
| 1830 | 1.111     |
| 1845 | 1.714     |
| 1855 | 1.688     |
| 1861 | 1.853     |

| Jahr | Einwohner |
| ---- | --------- |
| 1910 | 2.815     |
| 1933 | 3.065     |
| 1939 | 3.175     |

## Söhne und Töchter des Ortes
- Hermann Müller (1859–1917), Stadtbaurat von Wilmersdorf
- Johann Pohl (1867–1914), deutscher Ringer
- Josef Schebesta (1885–1944), Steyler Missionar und Märtyrer
- Paul Schebesta (1887–1967), deutscher Theologe, Missionar und Ethnologe
- Ananias Posmik (1906–1943), deutscher Missionar und Märtyrer
- Emil Feist (1924–1987), deutscher Schauspieler und Clown
- Erich Siebenschuh (* 1936), deutscher Opernsänger
- Paweł Newerla (* 1933), polnischer Anwalt und Autor deutscher Herkunft